# Akira Konno
Pour les articles homonymes, voir Konno.
Akira Konno (今野 章, Konno Akira) est un footballeur japonais né le 12 septembre 1974. Il était milieu de terrain.

## Palmarès
- Champion du Japon en 1999 avec le Júbilo Iwata
- Champion du Japon de D2 en 2004 avec le Kawasaki Frontale